# Тыдтугем
Тыдтугем — река в России, протекает по Республике Алтай, Алтайском крае. Устье реки находится в 147 км по правому берегу реки Чуя. Длина реки составляет 15 км.

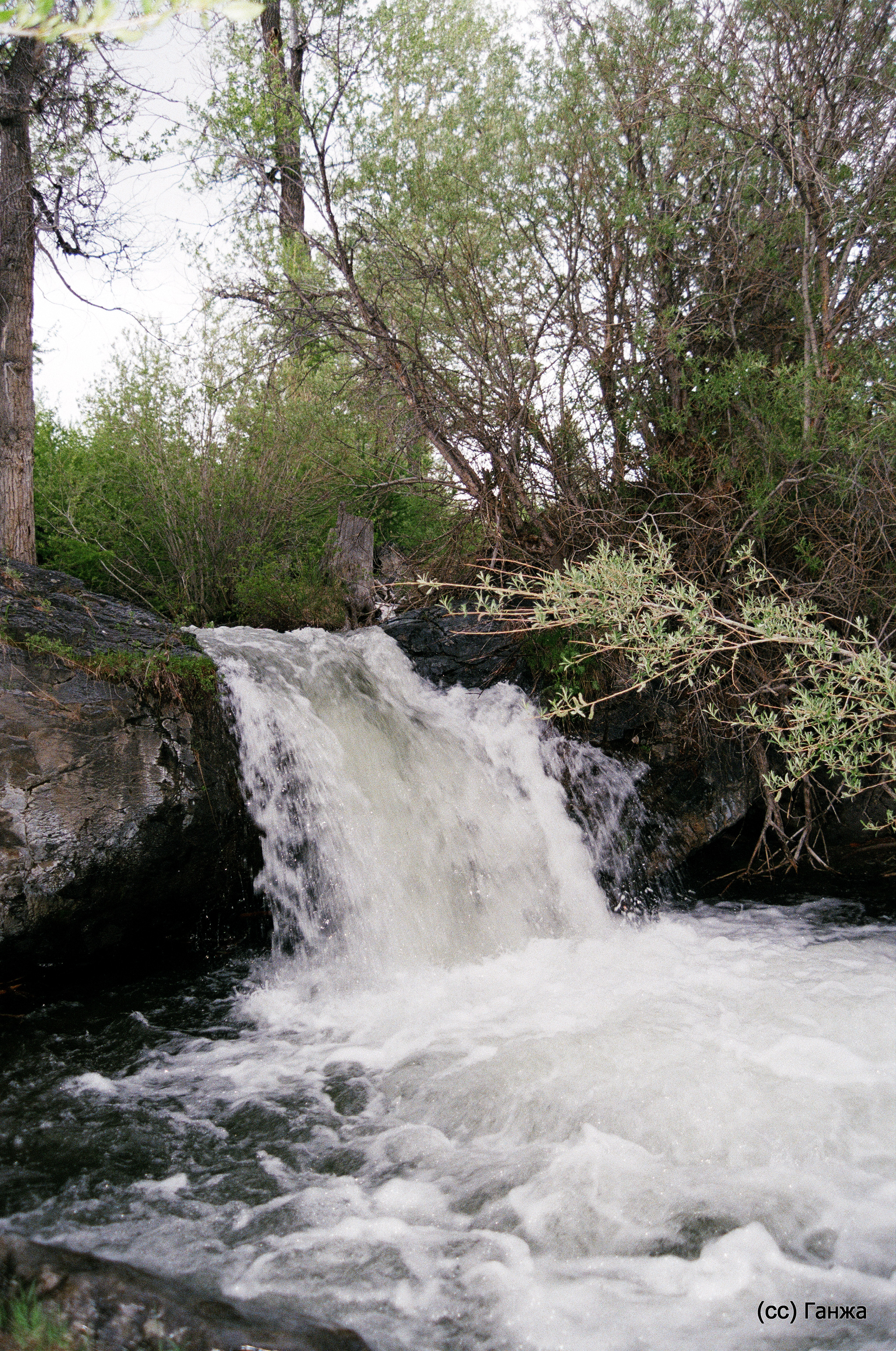
Водопад при впадении Тыдтугема в Чую

## Данные водного реестра
По данным государственного водного реестра России относится к Верхнеобскому бассейновому округу, водохозяйственный участок реки — Катунь, речной подбассейн реки — Бия и Катунь. Речной бассейн реки — (Верхняя) Обь до впадения Иртыша.